# Палладий (Добронравов)
Епископ Палладий (в миру Николай Константинович Добронравов; 18 (30) ноября 1865, Могилёв — март 1922, Москва) — епископ Русской православной церкви, епископ Сарапульский и Елабужский. Духовный писатель. Магистр богословия.

## Биография
Родился 18 (30) ноября 1865 году в семье коллежского советника, землемера Могилёвской губернии.
Окончил 5 классов Могилёвской гимназии (1881), учился в Могилёвской и Вифанской духовных семинариях, окончил Московскую духовную семинарию (1887) иМосковскую духовную академию, кандидат богословия (1891).
В 1888 году пострижен в монашество и 25 декабря рукоположён во иеродиакона. 15 (27) апреля 1890 году рукоположён во иеромонаха. В 1891 году назначен смотрителем Коломенского духовного училища, а 2 октября того же года — смотрителем Звенигородского духовного училища.
С 1892 года — преподаватель словесности, греческого языка и богословия Вологодской духовной семинарии. С 1894 года — преподаватель гомилетики в Могилёвской духовной семинарии. С 1896 года — преподаватель гомилетики в Тульской духовной семинарии.
В 1897 году возведён в сан архимандрита, назначен наместником Спасо-Преображенского монастыря в Казани и наблюдателем миссионерских курсов при Казанской духовной академии.
В 1899 году удостоен степени магистра богословия и определён ректором Литовской духовной семинарии.
С 1901 года — синодальный ризничий в Москве.
6 (19) декабря 1903 году хиротонисан во епископа Вольского, викария Саратовской епархии, настоятель Петровского монастыря. Хиротония состоялась в Саратове в Крестовой Церкви. Чин хиротонии совершали: епископ Саратовский Гермоген, епископ Тамбовский Иннокентий и другие.
С 28 ноября (11 декабря) 1908 году — епископ Пермский и Соликамский. По его почину в епархии началось «трезвенное движение», создавались общества трезвости при храмах, учрежден Проповеднический наблюдательный комитет. Председатель Пермского отдела Императорского православного палестинского общества (1909).
В 1910 году член Предсъездной Комиссии Казанского Миссионерского съезда. 6 (19) марта 1911 года «пермские ревнители блага Церкви и Государства поднесли Владыке драгоценную митру и благодарственный адрес». В том же месяце была открыта татарско-миссионерская школа имени о. Иоанна Кронштадтского для подготовки пастырей-миссионеров. Во всех епархиях, где служил епископ Палладий, он стяжал любовь народа и большинства духовенства.
Не ладивший с Палладием пермский губернатор И. Ф. Кошко так охарактеризовал архиерея в 1911 году: 

человек, лет 40 с серым нездоровым лицом, испорченным оспой в очках, в великолепной шелковой рясе, с драгоценной панагией… Производил он впечатление самолюбивого человека, крайне избалованного теми почестями, которыми у нас обыкновенно окружают правящих архиереев, и привыкшего видеть в этих почестях нечто ему довлеющее
С 30 июля (12 августа) 1914 года — епископ Саратовский и Царицынский. В годы Первой Мировой войны призывал духовенство и верующих вспомнить о своём патриотическом долге, оказывать постоянную помощь больным и раненым воинам, их семьям, беженцам, прибывавшим в Саратовскую епархию из Западных губерний. По его инициативе при всех приходских храмах епархии были учреждены сестричества по уходу за ранеными, постоянно объявлялись сборы средств для семей мобилизованных солдат. Был создан Епархиальный комитет по устройства быта беженцев. При его участии было открыто 4 приюта для беженцев и 67 школ для их детей.
После Февральской революции викарий Саратовской епархии Леонтий (фон Вимпфен) написал обер-прокурору Синода В. Н. Львову о том, что Палладий является «распутинцем». Епархиальный съезд решил удалить обоих архиереев из епархии. За «позорное общение с Григорием Распутиным и отрицательное отношение к обновлению общественной жизни» был арестован в апреле 1917 года и отправлен под конвоем в Петроград в распоряжение обер-прокурора Синода. Несмотря на то, что В. Н. Львов также считал саратовского архиерея «распутинцем», обвинение было снято, но он был отправлен на покой. Невиновность Палладия подтвердил в том числе Саратовский губернский комиссар Н. И. Семенов.
Награждён панагией и наперсным крестом, орденами св. Анны II (1900) и I (1910) степени, кн. Даниила Черногорского II степени (1902), св. Владимира III (1905) и II (1913) степени.
В 1918 году член Собора как заместитель епископа Иувеналия (Масловского), участвовал в 3-й сессии, член II, IV отделов.
В 1918 году назначен управляющим Воскресенским Ново-Иерусалимским монастырём, но на место служения не выехал, зиму 1918—1919 годов провёл в Москве, служа в Рождественском монастыре. По указу Патриарха Тихона к Троицыну дню 25 мая (6 июня) 1919 года прибыл в Ново-Иерусалимский монастырь и вскоре заболел сыпным тифом. Во время его болезни воскресенские власти, исполняя постановление Звенигородского уездного совета от 29 июня о закрытии в течение месяца всех монастырей в уезде, 13 июля собрали у Воскресенского собора монастырскую братию и объявили об упразднении обители. На святых вратах была вывешена железная доска с надписью: «Великая русская революция передала Ново-Иерусалимский монастырь и собор народу. Отныне, перестав служить делам культа, он является художественно-историческим памятником старины Всероссийского значения».
Указом Патриарха Тихона от 13 августа 1919 года епископу Палладию предписывалось во всех случаях сношений с властью опираться на богомольцев и почитателей монастыря. 11 ноября 1919 года Воскресенский Ново-Иерусалимский монастырь был окончательно закрыт. По клеветническому доносу своего келейника В. М. Колесова был обвинён в растлении малолетнего послушника. Хотя на суде 29 октября 1919 г. свидетели дали оправдательные показания, приговорён к 5 годам лишения свободы, но вскоре амнистирован и уволен на покой согласно прошению. В 1919—1922 годы был настоятелем Новоспасского монастыря.
Скончался от астмы на первой неделе Великого поста 1922 года.

## Сочинения
- Поучение в день преставления преподобного Сергия, Радонежского чудотворца // Московские церковные ведомости. 1890. № 43.
- Новооткрытые изречения преподобного Антония Великого. — Казань, 1898.
- Новооткрытые сказания о преподобном Макарии Великом. — Казань, 1898.
- Святой Пахомий Великий и первое иноческое общежитие. — Казань, 1899 (Магистерская диссертация).
- Поучение на первую пассию. Мысли и чувства у подножия креста Христова. Вильна, 1900.
- Два поучения. Вильна, 1900.
- Поучения // Литовские епархиальные ведомости. 1900. № 10, 44.
- Проповеди. — Москва, 1901.
- Речь при наречении во епископа // Саратовские епархиальные ведомости. 1904. № 1.
- Высокое призвание учителя церковной школы // Саратовский духовный вестник. 1905. № 4.
- Житие преподобного отца нашего Пахомия Великого. М., 1906.
- Вниманию пастырей Пермской епархии // Пермские епархиальные ведомости. 1909. С. 33.
- Вниманию отцов благочинных Пермской епархии; Поучения и беседы // Пермские епархиальные ведомости. 1910. № 4, 33-34, 36.
- Христианин должен дорожить временем. Пермь, 1911.
- Поучение на всенощном бдении на день Бесплотных сил Небесных // Русский Инок. — 1911. — Вып. 5. — С. 37-40.
- Поучения // Пермские епархиальные ведомости. 1911. № 1-3, 10-11, 18, 25-29, 31-32.
- Речи // Пермские епархиальные ведомости. 1912. № 3-5, 8.
- Проповеди Преосв. Палладия, епископа Пермского и Соликамского. Вып. I и II-й. — Пермь: Типография Н-ков Каменского, 1912.
- Отзыв о проповедях // Прибавление к Церковным Ведомостям. — 1912. — № 41. — С. 1670.
- Речь к учащемуся духовному юношеству // Прибавление к Церковным Ведомостям. — 1914. — № 23. — С. 1019.
- Отзыв о введении казенной продажи питей // Прибавление к Церковным Ведомостям. — 1914. — № 24. — С. 1069—1073.
- Поучение в неделю двадцать шестую. Не подобает христианину искать утешения в вине. Пермь, 1914.
- Слова и речи // Пермские епархиальные ведомости. 1913. № 4-7, 28/29, 33.
- На рубеже Нового года; Поучения // Пермские епархиальные ведомости. 1914. № 1, 4-5.
- Поучения // Саратовские епархиальные ведомости. 1914. № 22-23.
- Поучение в день Нового года; Опытный руководитель в борьбе со тьмою заблуждений; Слова; О миссионерском кружке в Саратовской ДС; Письмо редактору; Архипастырское слово к духовному учащемуся юношеству; Речи // Саратовские епархиальные ведомости. 1915. № 1, 6-11, 17, 19, 25, 27, 30.
- Слово в среду светлой седмицы и праздник благовещения пресвятой Богородицы. Саратов, 1915.
- Беседа о великой важности для христианина быть верным всегда и во всем Христову закону. Саратов, 1915.
- Как опасно сребролюбие; Равнодушие к участи ближнего // Духовная беседа. 1916. № 3, 5.
- Речь; Пасхальный привет; Вниманию духовенства // Саратовские епархиальные ведомости. 1916. № 5, 9-10.
- Архипастырское послание; Слово в неделю перед Воздвижением; Предложение духовной консистории; Архипастырский призыв к пастве и пастырям; Телеграмма благочинным епархии // Саратовские епархиальные ведомости. 1917. № 1, 6-8.
- Великое светило Египта. Полное жизнеописание преподобного Пахомия Великого, составленное по древним рукописям. — Изд — во Сестричества имени святителя Игнатия Ставропольского, 2002. — 224 с.